# ۵٬۷٬۴'-تری‌متوکسی‌فلاوان
۵،۷،۴'-تری‌متوکسی‌فلاوان (به انگلیسی: 5,7,4'-Trimethoxyflavan) با فرمول شیمیایی C۱۸H۲۰O۴ یک ترکیب شیمیایی است. که جرم مولی آن ۳۰۰٫۳۴ g/mol می‌باشد. 